# Smoleń (województwo zachodniopomorskie)
Smoleń (niem. Karlsburg) – osada sołecka w Polsce położona w województwie zachodniopomorskim, w powiecie choszczeńskim, w gminie Choszczno. W latach 1975–1998 miejscowość administracyjnie należała do województwa gorzowskiego. W roku 2007 osada liczyła 315 mieszkańców.
Kolonia wchodząca w skład sołectwa:
- Baczyn

## Geografia
Osada leży ok. 3 km na południowy wschód od Choszczna, przy byłej linii kolejowej nr 410.

## Komunikacja
W Smoleniu znajdował się przystanek kolejowy.